# Rosenau Trio
Das von Willy Rosenau gegründete Rosenau Trio gehört in seiner Art zu den beliebtesten Kammerkunst-Vereinigungen und ist auch durch Hörfunk, Fernsehen und Schallplatten bekannt. Die Künstler haben seit 1955 in fast allen Ländern Europas und wiederholt in den USA, Kanada, Afrika, Australien und in acht Ländern Südamerikas gastiert.
Zum Trio gehören zurzeit:
- Helga Becker-Winkler, Pianistin
- Joachim Herrmann, Sprecher
- Holger Bornschier, Bariton

Der Mitbegründer und Sprecher Martin Winkler ist im März 2009 verstorben.